# Karl Schwanzer

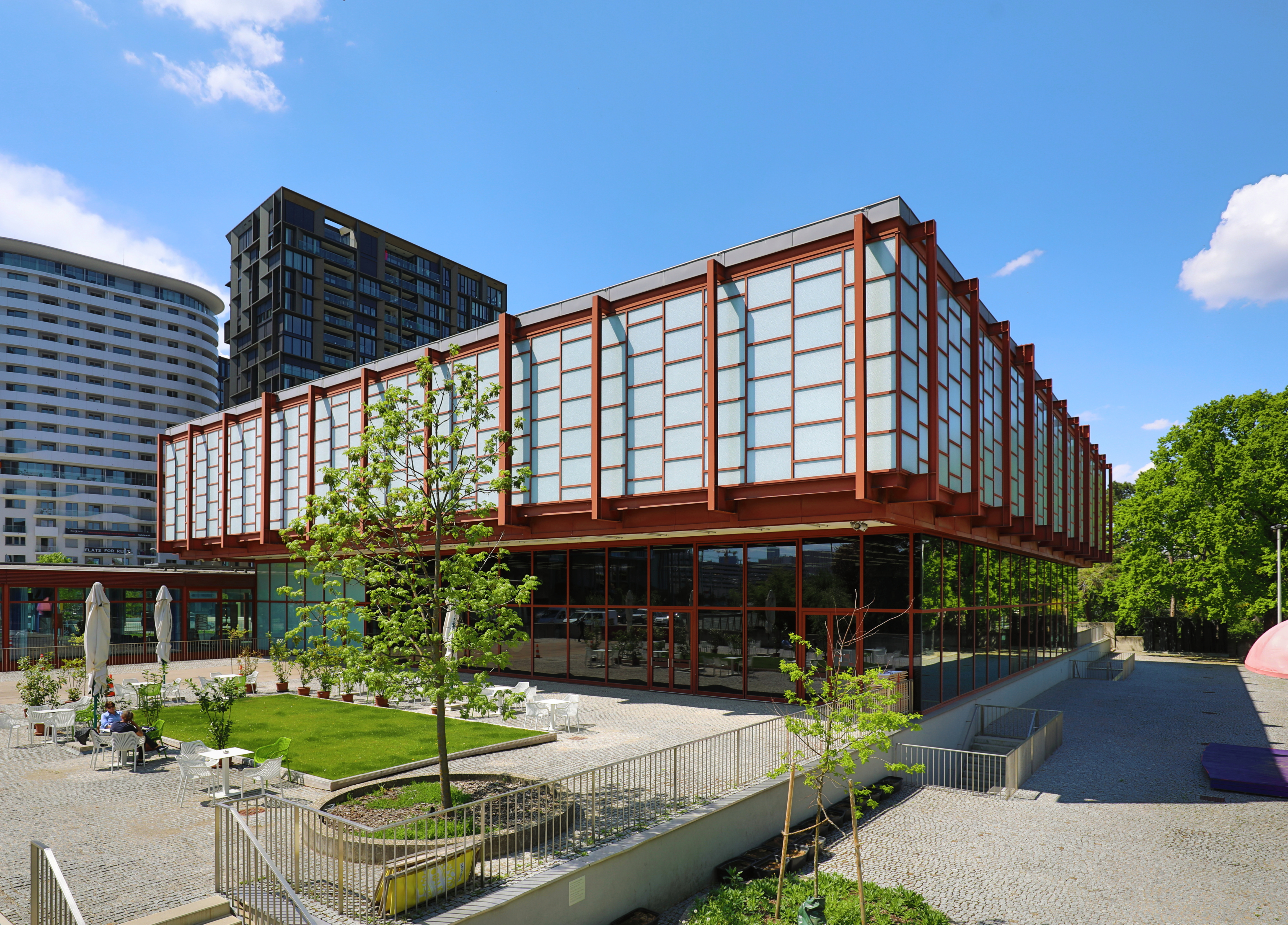
Museum für die Kunst des 20. Jahrhunderts ("Belvedere 21") i Wien

Karl Schwanzer, född den 21 maj 1918 i Wien, död där den 20 augusti 1975, var en österrikisk arkitekt. Schwanzer ritade flera uppmärksammade byggnader, bland annat den österrikiska paviljongen på Världsutställningen 1958 och BMW:s huvudkontor i München.

## Biografi

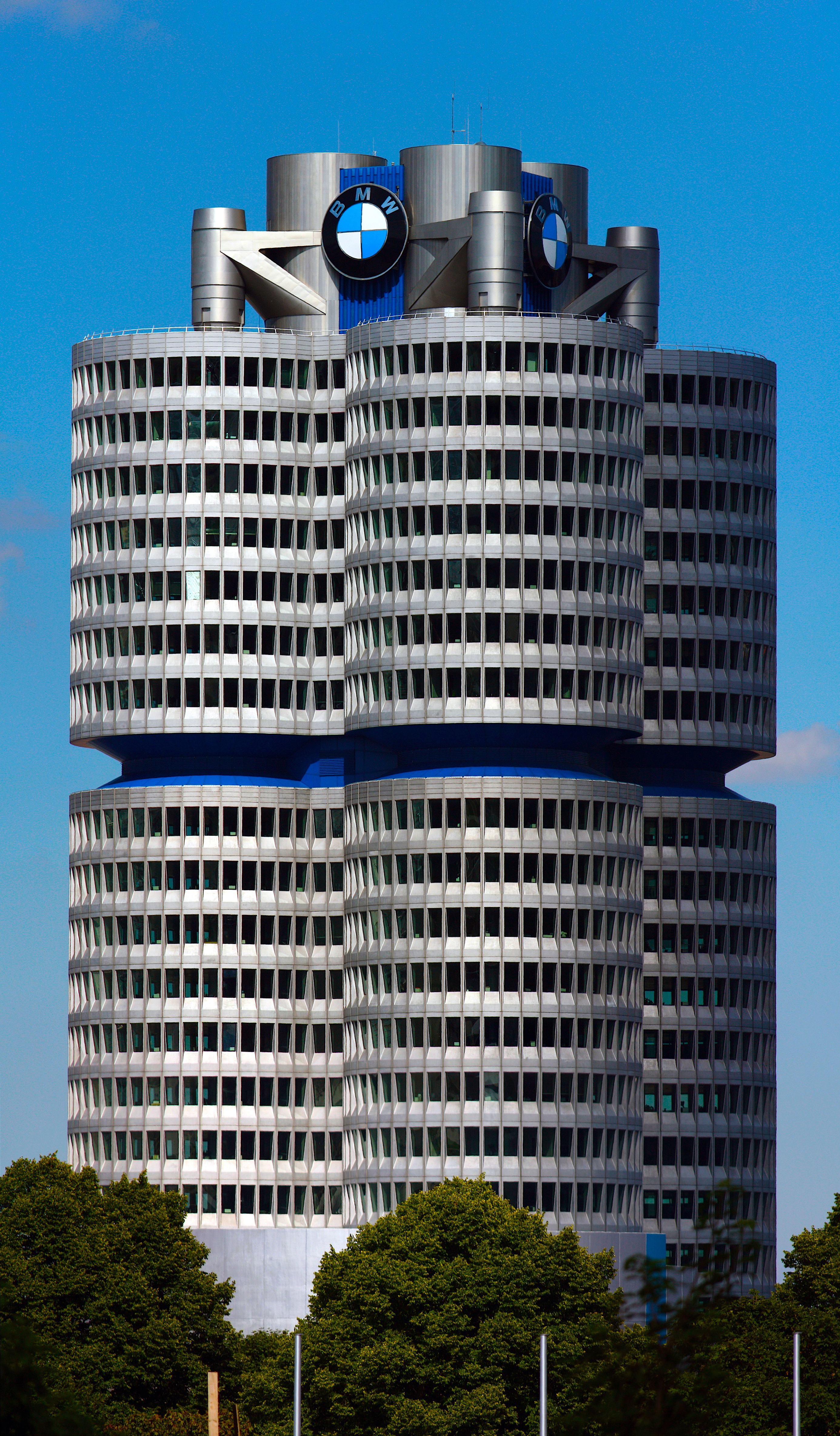
BMW-höghuset

Karl Schwanzer växte upp under enkla förhållanden och intresserade sig tidigt för husbyggande genom föräldrarnas byggande av en kolonistuga. Han tog studentexamen 1936 och utbildade sig vid Tekniska högskolan i Wien och utexaminerades 1940. Han öppnade 1947 en arkitektbyrå i Wien och 1967 en andra byrå i München. Han undervisade 1947–1951 på Akademie für angewandte Kunst Wien och från 1959 som professor på Tekniska högskolan i Wien. Han var även gästprofessor vid de tekniska universiteten i Darmstadt, Budapest och Riyad. Han fick postumt 1975 Grosser Österreichischer Staatspreis für Architektur, Österrikes förnämsta arkitekturpris.
Öppnadet av den egna arkitektbyrån följdes efterhand av framgångar genom framgångsrikt deltagande i arkitekttävlingar i Österrike och internationellt. Schwanzer ställde stora krav på kvalitén i samtliga projekt som byrån och dess medarbetar åtog sig. Schwanzer var även möbeldesigner och grundades Österrikes Institut für Formgebung.
Bland hans mest kända hus hör 20er Haus som skapades som Österrikes paviljong på världsutställningen i Bryssel 1958. Det blev hans stora genombrott och huset prisbelönades. Byggnaden flyttades sedan från Belgien till Österrike. Den befinner sig i Schweizergarten i Wien. Byggnader som Philips-Haus och BMW-höghuset gav honom ett högt internationellt anseende. Han stod även för Österrikes paviljong vid världsutställningen i Montreal 1967.

## Byggnader i urval
- Bostadshus Tivoli i Wien, 1960
- Christkönigkirche Pötzleinsdorf, Schafberggasse i Wien, 1960-63
- Philipshuset, Triester Strasse i Wien, 1962-65
- Museum für die Kunst des 20. Jahrhunderts, Arsenalstrasse 1, Landstrassedistriktet, Schweizergarten i Wien, 1964 (tidigare österrikisk paviljong på Världsutställningen i Bryssel 1958)
- Tillbyggnad för Hochschule für Angewandte Kunst, Oskar-Kokoschka-Platz i Wien, 1964-65
- WIFI St. Pölten Internatsturm, Mariazellerstrasse i Sankt Pölten, 1972
- BMW:s huvudkontor i München, 1970-73
- BMW Museum i München, 1970-73
- Franz-Josephs-Bahnhof i Wien
- Österrikes ambassad i Brasilia, 1975
- Pfarrkirche Auferstehung Christi, Saikogasse/Thonetgasse i Wien Donaustadt

## Fotogalleri

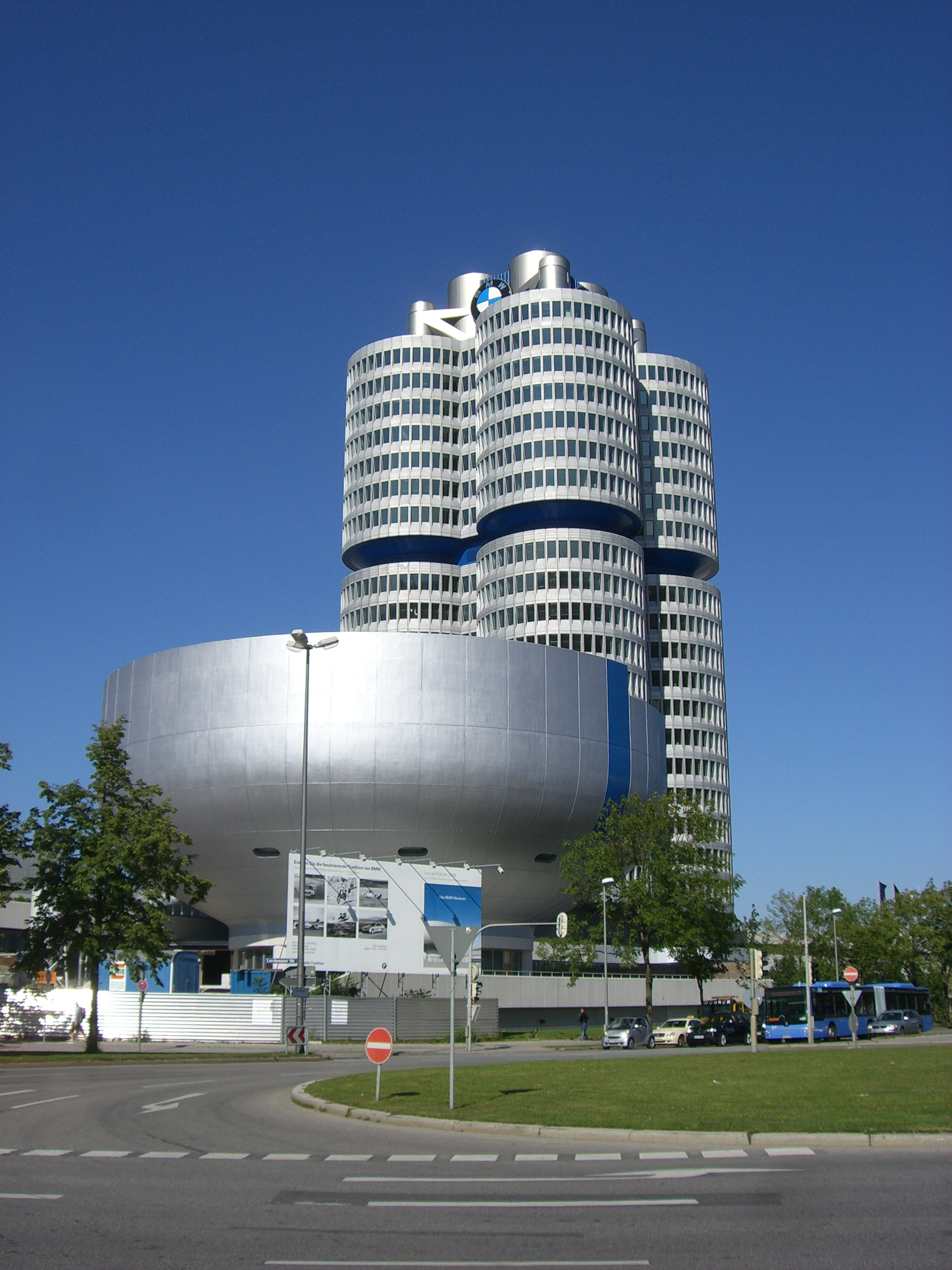
BMW Museum i München
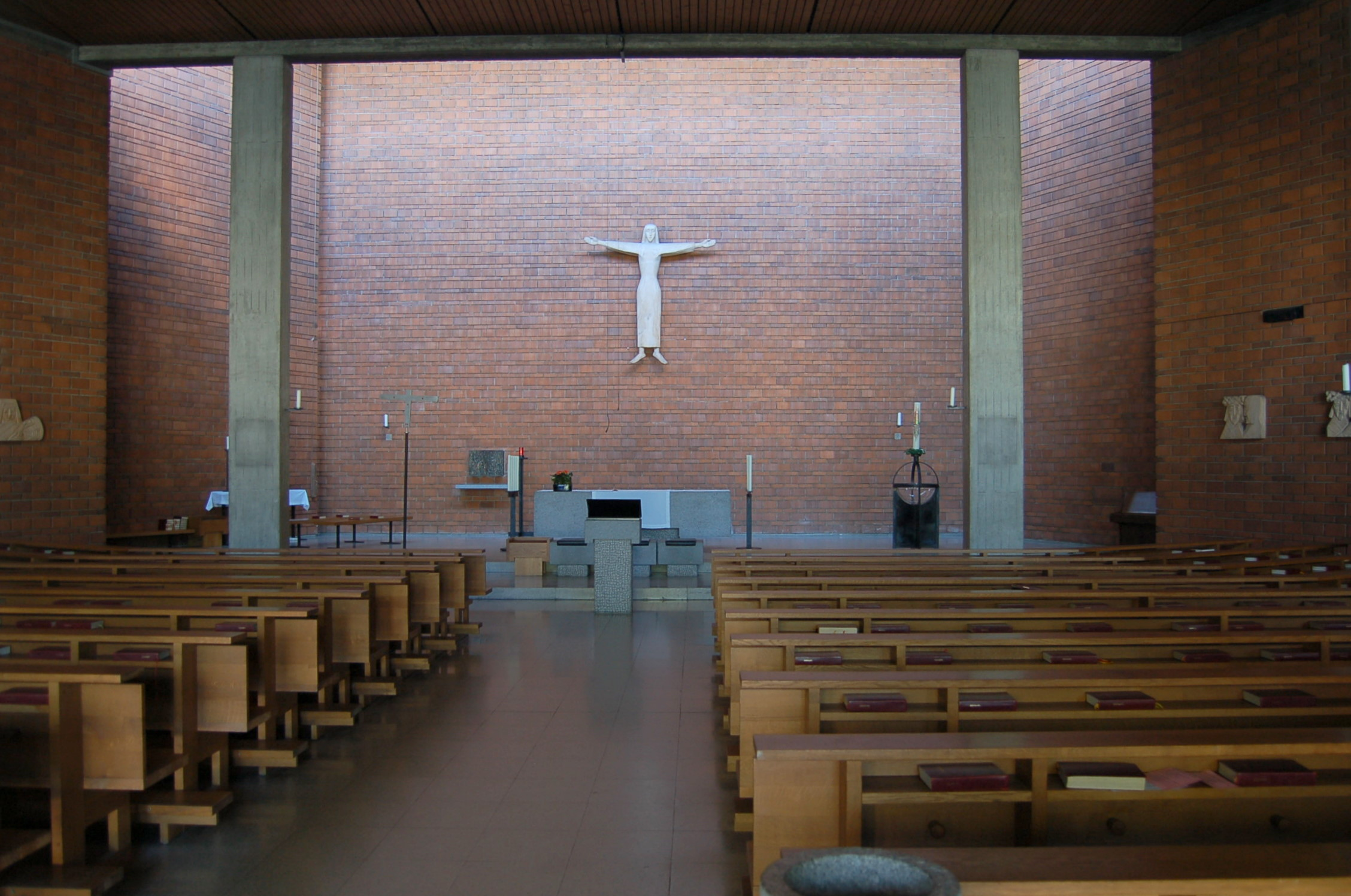
Pötzleindorfer Kirche, Wien
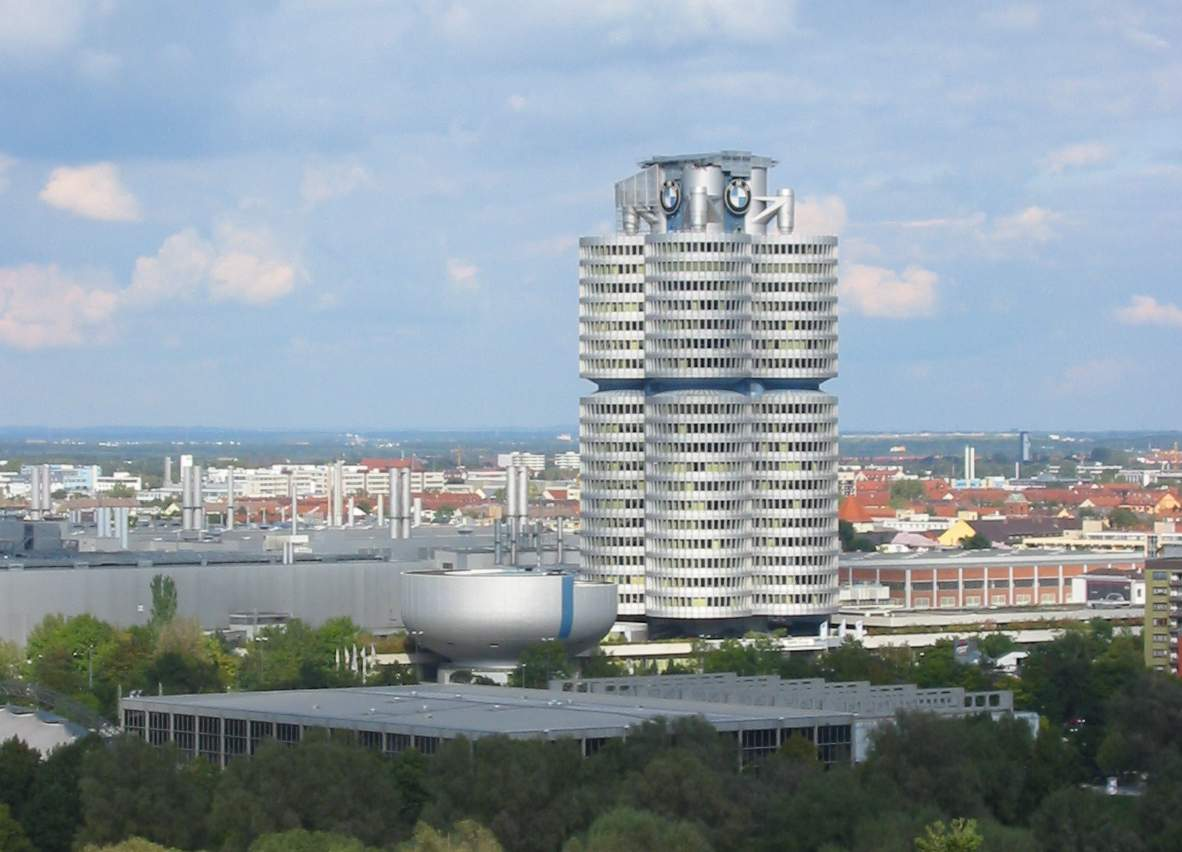
BMW:s huvudkontor i München, med BMW Museum till vänster.
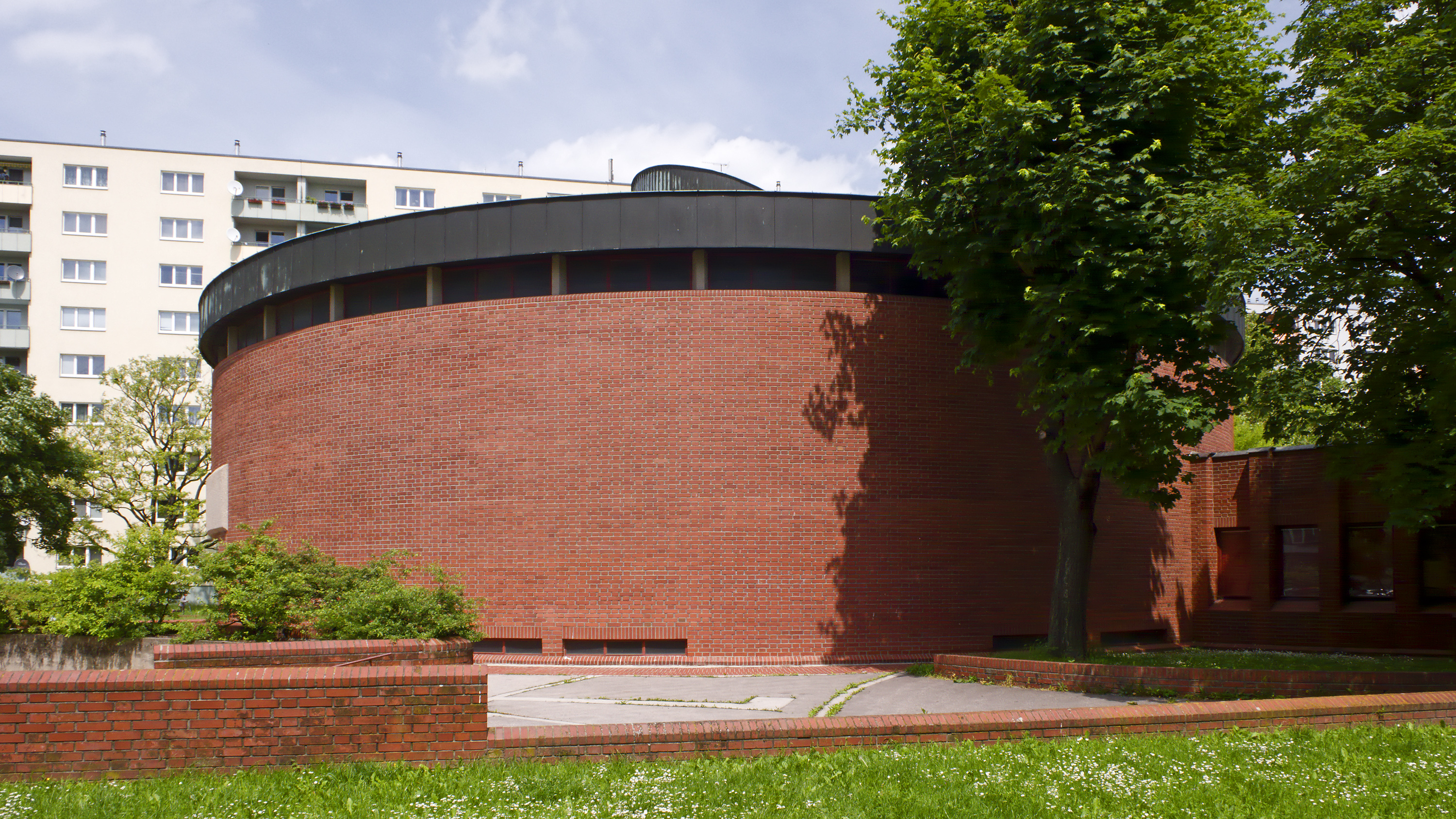
Pfarrkirche Auferstehung Christi i Wien Donaustadt.
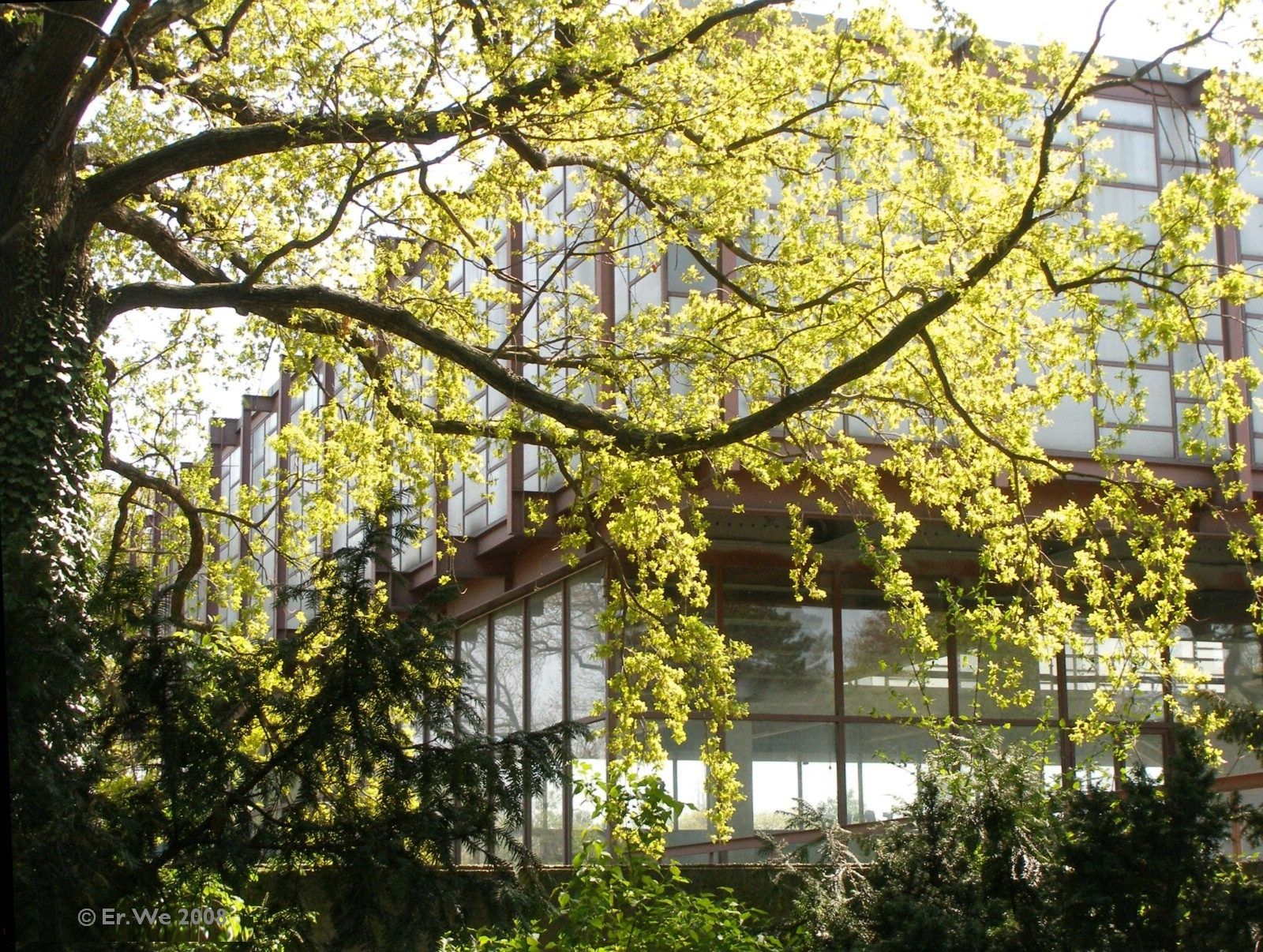
Museum des 20. Jahrhundert i Wien.